# Louis-Michel-Marie-Joseph Michel
Louis-Michel-Marie-Joseph Michel, francoski general, * 26. avgust 1879, † 5. februar 1956.